# Mielenhausen
Mielenhausen is een dorp in de gemeente Hann. Münden in het Landkreis Göttingen in Nedersaksen in Duitsland. 
Mielenhausen ligt 7 km ten noordoosten van de stad Hann. Münden, aan de Bundesstraße 3, niet ver van de naburige plaats Scheden.
Mielenhausen wordt voor het eerst vermeld in 1260. Begin 1973 werd het bij Hann. Münden gevoegd.

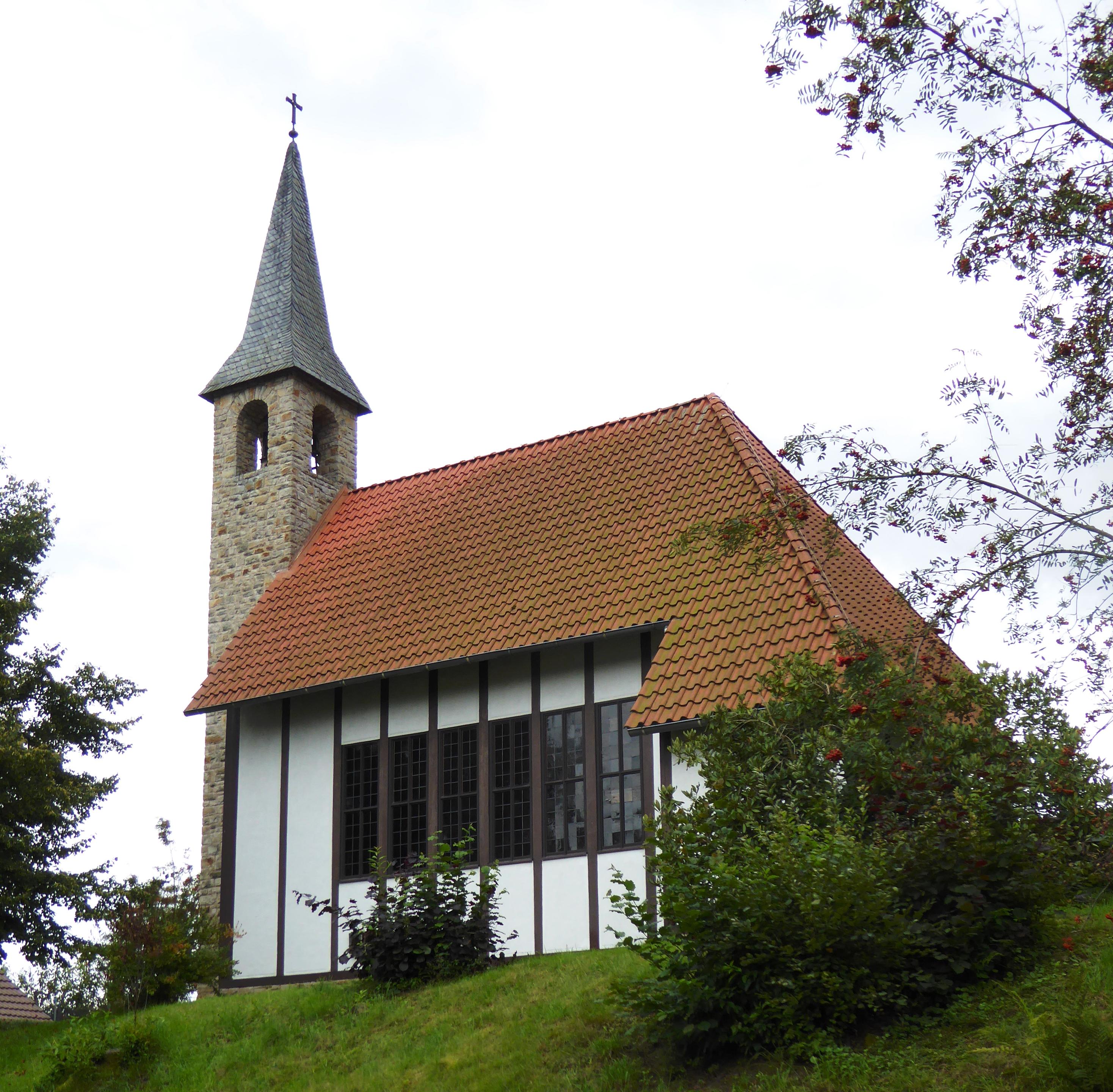
Evang.-lutherse kapel, bouwjaar 1956, St. Jan, Mielenhausen (Oberdorf)